# Las bodas de Fígaro
Las bodas de Fígaro (título original en italiano, Le nozze di Figaro) es una ópera bufa en cuatro actos con música de Wolfgang Amadeus Mozart sobre un libreto en italiano de Lorenzo da Ponte, basado en la pieza de Pierre Augustin Caron de Beaumarchais La folle journée, ou Le mariage de Figaro. Fue compuesta entre 1785 y 1786 y estrenada en Viena el 1 de mayo de 1786 bajo la dirección del propio compositor.
Es considerada como una de las mejores creaciones de Mozart y una de las óperas más importantes de la historia de la música. A pesar de recibir muchas críticas en su época, logró grandes éxitos en sus representaciones. Con esta obra comienza la colaboración entre Mozart y Da Ponte, una de las más fructíferas de la historia de la ópera, de la que resultaron tres obras maestras del género: Las bodas de Fígaro, Don Giovanni y Così fan tutte.
Las bodas de Fígaro es una de las óperas más destacadas del repertorio operístico estándar y aparece como la número 5 en la lista de Operabase de las óperas más representadas en todo el mundo para el período 2005-2010.
La trama se desarrolla en Sevilla (España), durante la segunda mitad del siglo XVIII, y se sitúa en el palacio del conde de Almaviva. Rosina ya se ha convertido en su mujer, la condesa, pero el conde busca los favores de la joven Susanna, que es la prometida de Fígaro, criado del conde. La trama se complica cuando el conde de Almaviva descubre que su paje Cherubino muestra mucho interés en la condesa, y por ello se quiere deshacer de él enviándolo a la guerra. Fígaro, Susanna y la condesa se ponen de acuerdo para entorpecer los planes del conde y poner de manifiesto su infidelidad. Pero, mientras tanto, Fígaro mantiene una discusión con el doctor Bartolo y Marcellina, la ama de llaves, que acaba con el descubrimiento de que Fígaro es el hijo de ambos. Al final de la jornada todos los protagonistas se encuentran en el palacio, donde se suceden los equívocos hasta que finalmente el conde y la condesa se reconcilian y Fígaro y Susanna se pueden casar.

## Origen y contexto
Después de un largo periodo dedicado a la música instrumental, Mozart volvió a escribir para el teatro con motivo de la representación en Viena el 25 de noviembre de 1785 de La vilanella rapita de Francesco Bianchi. Siguiendo una costumbre de la época, para esta ópera Mozart escribió algunas piezas, entre las que se encuentra el cuarteto Dite Almeno y el trío Mandina Amabile. La madurez de estas piezas anticipa ya la gran calidad de Las bodas de Fígaro.
En 1786, Mozart tiene treinta años y su carrera está en la plenitud. Reside en Viena desde hace dos años, donde es un músico reconocido y admirado. Datan de esta época cuatro de sus mejores conciertos para piano. Pero Mozart buscaba desesperadamente triunfar en los escenarios, ya que era allí donde se encontraba la verdadera fama y fortuna, y se esforzaba duramente para conseguir encargos, como un pequeño entretenimiento en alemán, Der Schauspieldirektor de principios de 1786, para recuperar la fama que había conseguido en 1782 con la ópera El rapto en el serrallo. Circunstancias desfavorables habían hecho que Mozart no pudiera consolidar el éxito de El Rapto con una segunda ópera de categoría similar, ya que un libreto idóneo no se encontraba fácilmente. Durante esta estancia vienesa pasaron por sus manos cientos de libretos y asistió a un gran número de representaciones teatrales.

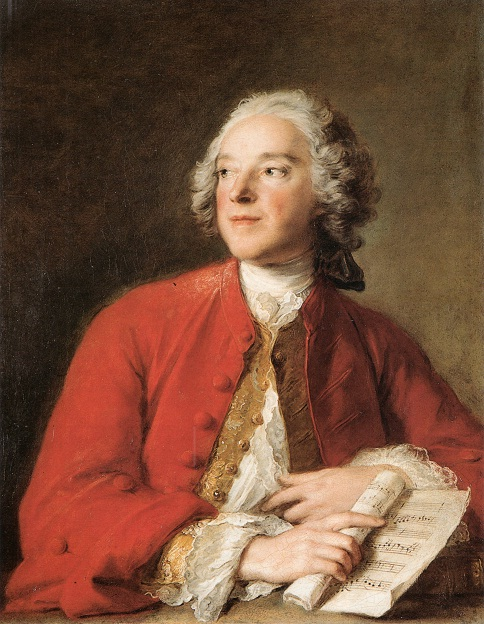
Pierre-Augustin de Beaumarchais, autor de la obra de teatro La folle journée, ou Le mariage de Figaro (1784), en la cual se basa la ópera.

También tenía que superar un prejuicio muy extendido entonces según el cual sólo los italianos podían escribir ópera bufa y triunfar en la ópera cómica italiana, género que no practicaba desde el éxito conseguido en Múnich con La finta giardiniera. Además, Il barbiere di Siviglia de Paisiello triunfaba en Viena con sesenta representaciones, un récord que ninguna otra ópera había igualado. Era fácilmente previsible que la continuación sería un éxito, pero tenía que esforzarse el doble para ser original. Así, el 10 de febrero de 1784 escribió a su padre que «en todas las óperas que se representan hasta que termine la mía, no habrá una sola idea que se parezca a una mía». Pero era un severo crítico de los malos libretistas y necesitaba un buen tema que le excitara la imaginación. Por eso haber encargado a Da Ponte que trabajara sobre Beaumarchais resultó ser todo un acierto.
En 1783, Mozart pidió a su padre que hablara con Giambattista Varesco porque opinaba que «lo más importante es que en conjunto la historia sea realmente cómica y, si es posible, que tenga dos protagonistas femeninas de la misma altura, una seria, y la otra mezzo carattere, pero ambas de la misma importancia y excelencia. El tercer personaje femenino, sin embargo, puede ser enteramente buffo, así como todos los masculinos, si es necesario». Esta petición ha sido a menudo considerada profética: sus tres óperas basadas en textos de Da Ponte (Las bodas de Fígaro, Don Giovanni y Così fan tutte) se ajustan a este requisito de forma casi perfecta.
La comedia de Beaumarchais Le Mariage de Figaro, que estaba de moda por toda Europa, fue tachada de escandalosa y las casas reinantes la prohibieron, escandalizadas y preocupadas por el viento revolucionario que transmitía la obra. Beaumarchais tuvo una vida de lo más accidentada, trabajando como relojero, profesor de arpa, financiero, contrabandista de armas, agente secreto, diplomático, escritor satírico, editor y libretista; y siempre estaba metido en problemas debido a sus ideas políticas. Le mariage de Figaro fue la segunda de sus tres obras teatrales sobre el conde de Almaviva y su sirviente, el barbero Fígaro. La primera, Le barbier de Séville, ou la précaution inutile (1775), trata sobre la ilícita persecución por parte del noble español de Rosina, pupila del doctor Bartolo. Tanto Giovanni Paisiello como más tarde Rossini, hicieron sendas óperas bufas que se basaban en ella. La folle journée, ou Le mariage de Figaro (1784) acontece tres años después, cuando el conde ha puesto los ojos sobre nada menos que en la prometida de Fígaro, Susanna, quien está al servicio de la condesa. La última obra de la trilogía de Fígaro, L'autre Tartuffe, ou La mère coupable (1792), trata de los amores de la condesa con un paje, Cherubino, con quien tiene un hijo ilegítimo.

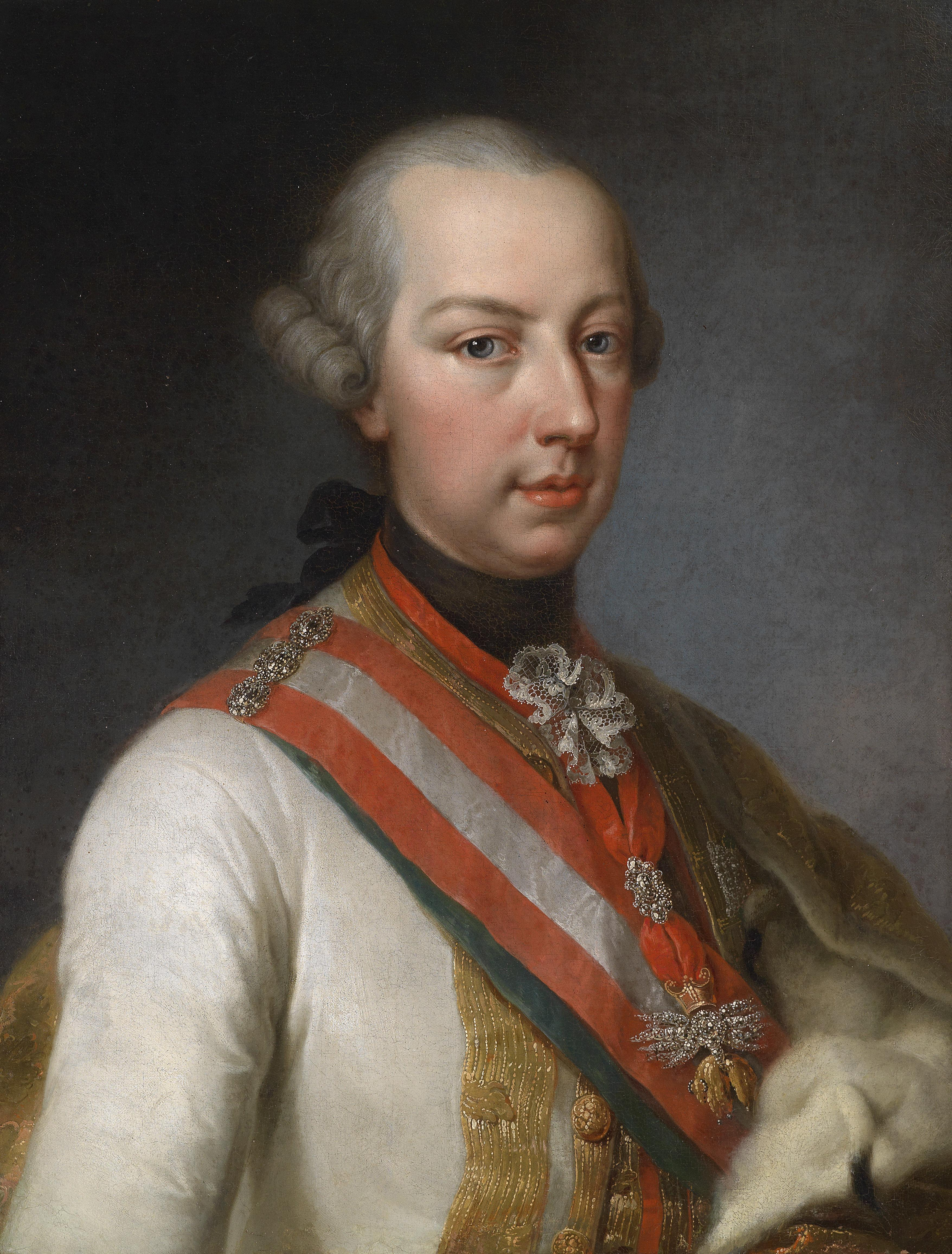
El emperador José II de Habsburgo del Sacro Imperio Romano Germánico.

Mozart conoció el Barbiere de Paisiello en 1783 en el Burgtheater de Viena. El éxito contundente de la obra hizo que dirigiera la atención hacia el teatro de Beaumarchais. El mismo Mozart eligió la obra y la sugirió a un poeta y libretista italiano recién llegado en 1783 a Viena, Lorenzo Da Ponte, que la entregó al compositor en julio de 1785. El proyecto de utilizarlo se remonta a la visita de su padre, Leopold. En una carta a la hermana de Mozart, Nannerl, este le avanzaba algunas dudas sobre el proyecto. Por las memorias de Da Ponte, poco fiables, sabemos que la idea fue de Mozart, y es de suponer que lo hiciera en parte porque estaba de acuerdo con el mensaje de la obra. En todo caso, dejó que fuera el mismo Da Ponte, el poeta oficial de la corte vienesa nombrado por Salieri, quien justificara ante el emperador José II de Habsburgo la elección de un tema tan arriesgado y prohibido.

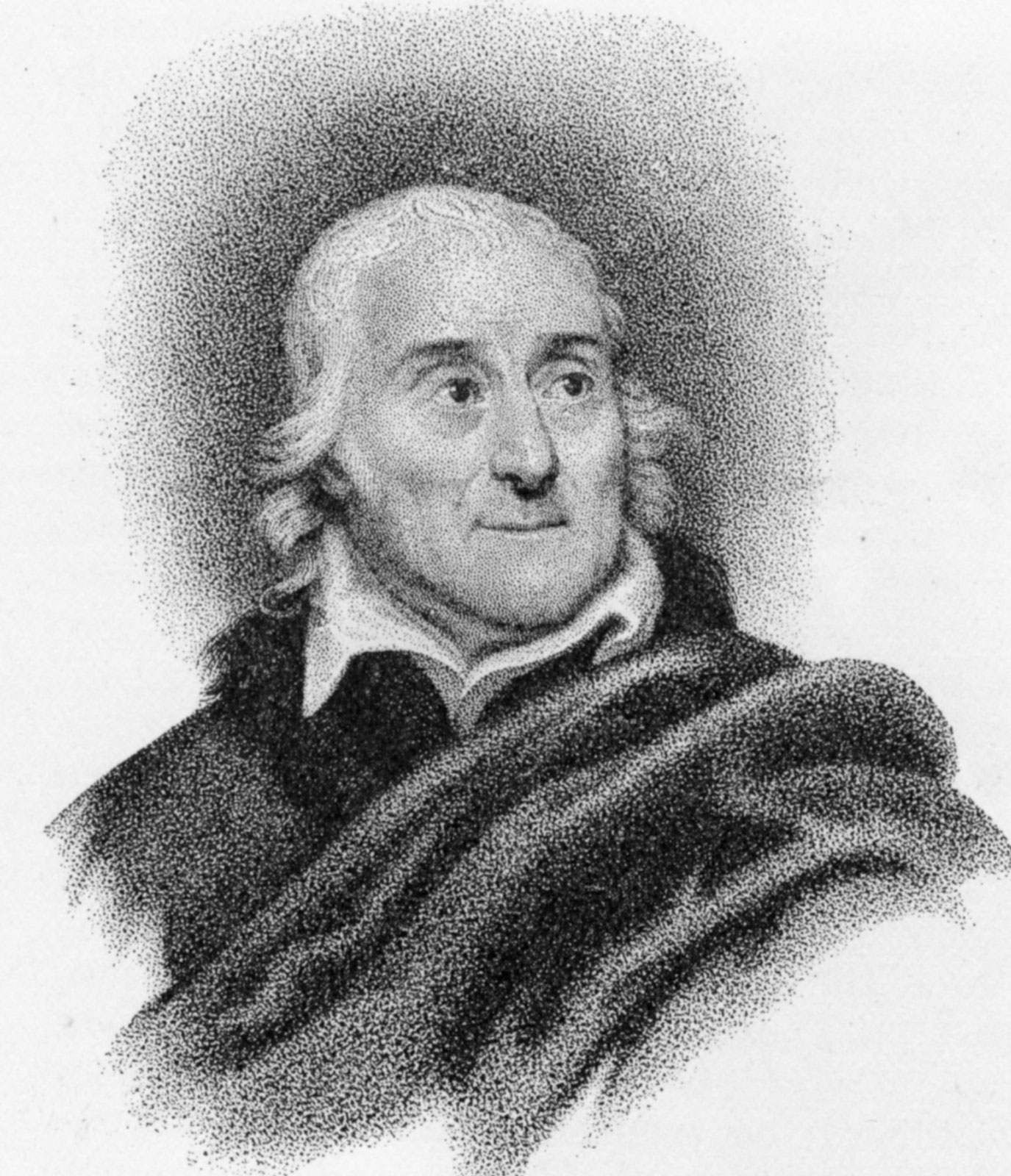
Lorenzo Da Ponte, poeta de la corte de Viena y autor del libreto.

Da Ponte eliminó cuidadosamente los elementos más contestatarios del texto de Beaumarchais (como el juicio que cuestionaba el sistema judicial del Antiguo Régimen y el discurso de Fígaro sobre la libertad de prensa) y, finalmente, el emperador, siempre atento a dar una imagen de sí mismo liberal y tolerante, concedió licencia para representarla como ópera, a pesar de estar prohibida como obra de teatro. Una vez consiguieron la aceptación, los dos se pusieron a trabajar y, según relata el libretista, acabaron en seis semanas. Posteriores estudios muestran que el periodo es plausible y que seguramente acabaron entre octubre y noviembre de 1785.
Pero el mensaje -no se podía hacer de otra manera en aquel tiempo- llega envuelto en sonrisas y reverencias. Reinaban las formas elegantes, del buen gusto y de la cortesía, y por eso, desde el primer momento en que Fígaro se entera de las intenciones del conde de Almaviva de impedir su boda con Susanna, en vez de proferir insultos y amenazas se limita a cantar Se vuol ballare, signor contino ('Si quisiera bailar, señor condesito') y ofrecerse a acompañarlo con una guitarrita.
El trabajo de elaboración de Las bodas de Fígaro duró seis meses y asistimos a una plenitud real debida a la alegría de poder escribir, por fin, una ópera a partir de un buen libreto y por la satisfacción de tener la ocasión de consagrarse con plena libertad a su facilidad y agilidad cómica. Mozart preparó una especie de esquema donde había anotado todas las partes vocales y los instrumentos principales. Según explica un alumno suyo, Mozart se veía obligado a componer derecho, en una mesa especialmente diseñada, por culpa del dolor de espalda provocado por las largas horas de composición.
La adaptación de la obra de Beaumarchais es excelente. Da Ponte y Mozart redujeron a cuatro los cinco actos del original y transformaron la historia, evitando las alusiones sociales y políticas que podían ser problemáticas; en lugar de eso, profundizaron en la caracterización de los personajes. Da Ponte suprimió algunos personajes secundarios y desarrolló algunas partes para favorecer la inclusión de arias. Por ejemplo, el efectivo final del primer acto (Non più andrai) es un breve pasaje en la obra original, o en el comienzo del segundo acto añadió el texto Porgi amor de la Condesa, lo que permitió al compositor presentar al personaje con un aria.
Tanto la obra de teatro como la ópera se pueden leer como un pequeño drama doméstico que tiene lugar en un remoto palacio español. La revolución queda muy lejos. Es probable que los asuntos domésticos tuvieran, de hecho, más importancia para Mozart en ese momento. Acababa de tener problemas con su boda con la cantante Constanze Weber en 1782, para la que no había contado con el consentimiento de su padre. El tema que realmente subyace en Las bodas de Fígaro es el elogio del nuevo decreto sobre el matrimonio del emperador José II, publicado en 1783. Este decreto contenía tres principios que fascinaron a Mozart: que el matrimonio se realizara por amor, que ya no se requería la autorización de los padres y que hubiera testigos de la boda; de ahí la hilarante escena en la ópera en que Fígaro está midiendo la habitación donde apenas cabe la cama y de repente aparece un coro de veinte personas, todas ellas testigos. Tanto Mozart como Da Ponte eran conscientes de la importancia de este edicto de cara a la modernización de la sociedad, pero también sabían que el impulso erótico del ser humano es difícil de domesticar, por lo que no sería fácil de observar.
Pero sin duda había otros aspectos de la obra que también atraían Mozart: su abundante comicidad, ingeniosos juegos de palabras, humor visual basado en un ágil movimiento escénico, y un enorme potencial musical. De hecho, la misma obra teatral precisa música en cinco momentos diferentes (uno de ellos se convirtió en el Voi che sapete de Cherubino del segundo acto, y otro al final del tercer acto) y hay otras dos ocasiones en que aparecen canciones populares.

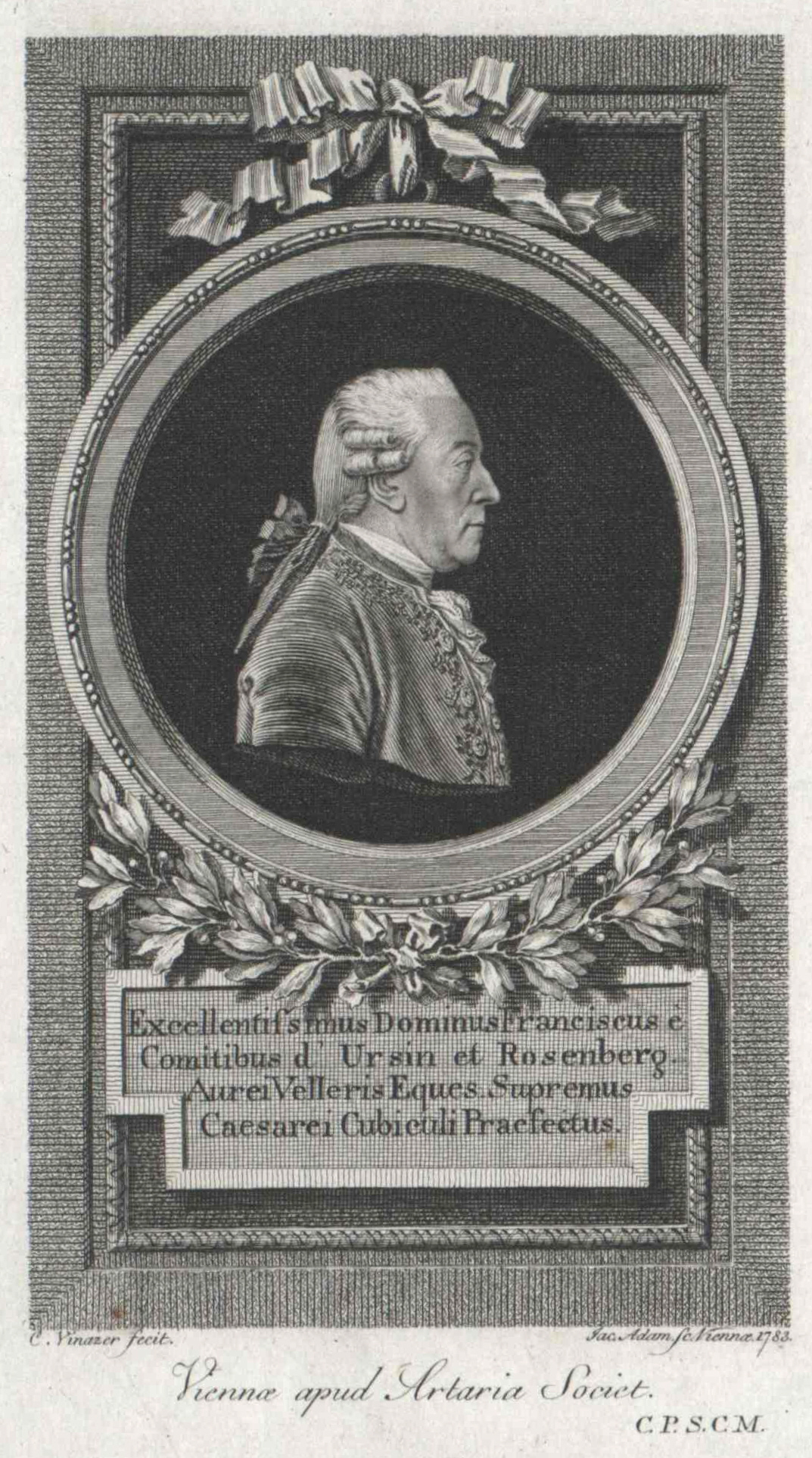
El conde de Orsini-Rosenberg, director del teatro de la corte imperial de Viena.

En 1776, José II despidió su compañía de ópera italiana con el objetivo de potenciar el teatro en lengua alemana. Esta es una de las razones que empujaron Mozart a probar fortuna lejos de Salzburgo, y también explica por qué su primera ópera vienesa fue un singspiel en alemán, El rapto en el serrallo. Pero antes de un año, José II ya había cambiado de opinión y estaba de nuevo buscando cantantes italianos, y en abril de 1783 se estableció en el Burgtheater una nueva compañía italiana. Mozart como germanoparlante, estaba en desventaja y sufrió con el cambio. Como escribió a su padre el 7 de mayo de 1783: «he mirado más de cien libretos, y no he encontrado ni uno con el que sintiera satisfecho; es decir, habría que hacer tantos cambios aquí y allá, que incluso si un poeta se pusiera, le sería más fácil escribir un texto completamente nuevo (lo que siempre sería mejor en todo caso)».
Pero probablemente lo que más tenía presente el compositor era de carácter más pragmático, dado que antes de empezar a componer ya conocía las características de la nueva compañía del Burgtheater, que incluía el bajo italiano Francesco Benucci (el futuro Fígaro) y a la soprano inglesa Ann (Nancy) Storace (la futura Susanna). Los cantantes dictaban y limitaban a la vez lo que Mozart podía y no podía hacer. Los necesitaba de su parte, aunque sólo fuera para garantizar el éxito. Un buen ejemplo de esto es la joven Anna Gottlieb. Llevaba actuando en el Burgtheater en pequeños papeles desde que tenía cinco años, y la Barbarina de Le nozze di Figaro (Gottlieb sólo tenía doce años) era claramente uno más de ellos: sólo tiene una pequeña cavatina al principio del cuarto acto. Un segundo ejemplo: si Susanna es algo más que una simple esclava (como la Zerlina de Don Giovanni o la Despina de Così fan tutte) se debe sin duda al talento vocal y teatral de Storace.
Para poner trabas a la ópera, los opositores de Mozart hicieron todo lo que pudieron y consiguieron que se retrasara el estreno gracias a la intervención del conde de Orsini-Rosenberg, director de ópera de la corte, cuando se supo que en la ópera se había previsto un ballet (el fandango del final del tercer acto), contraviniendo la prohibición imperial de incluir ballets en las óperas. Tuvieron que recurrir a la benevolencia del emperador, al que invitaron a los ensayos y sometiendo la escena a su consideración, con los principales personajes mudos, que gesticulaban de forma grotesca, imitando torpes pasos de baile. El emperador quiso ver la escena completa de la danza y al final exclamó: «¡Ah! así está bien».

## Estreno
La ópera se estrenó el 1 de mayo de 1786 en el Burgtheater de Viena. El mismo Mozart dirigió las dos primeras actuaciones, sentado delante del clavicémbalo como era costumbre entonces. A partir de la tercera representación la dirección correspondió a Joseph Weigl, alumno de Antonio Salieri.
Se conocen los intérpretes del estreno:
- Stefano Mandini (Conde de Almaviva).
- Luisa Laschi (Condesa de Almaviva).
- Nancy Storace (Susanna). Ann o Nancy Storace (1765-1815) era hija de un músico italiano emigrado a Inglaterra; Mozart creó para ella una escena dramática, "Ch'io mio di te... Non temer, amato bene", con piano obligado que fue interpretado por el propio Mozart (KV 505).[22]
- Francesco Benucci (Fígaro). Benucci (1745-1824) fue el creador, dos años más tarde en Viena, del personaje de Leporello (Don Giovanni, Mozart).
- Dorotea Bussani (Cherubino). Era la esposa de Francesco Bussani, que interpretó a Don Bartolo.
- Maria Mandini (Marcelina). Era la esposa de Stefano Mandini, que interpretó al Conde de Almaviva.
- Francesco Bussani (Don Bartolo y Antonio). Fue también responsable de la puesta en escena.
- Michael Kelly (Don Basilio y Don Curzio). Kelly (1762-1826), originario de Dublín, fue alumno de Mozart y sus memorias Reminiscences of Michael Kelly proporcionan datos de Mozart y Haydn.[23]
- Anna Gottlieb (Barbarina). Anna Gottlieb, nacida en 1774, tenía doce años cuando se estrenaron Las bodas. Más tarde, en 1791, fue la primera Pamina.

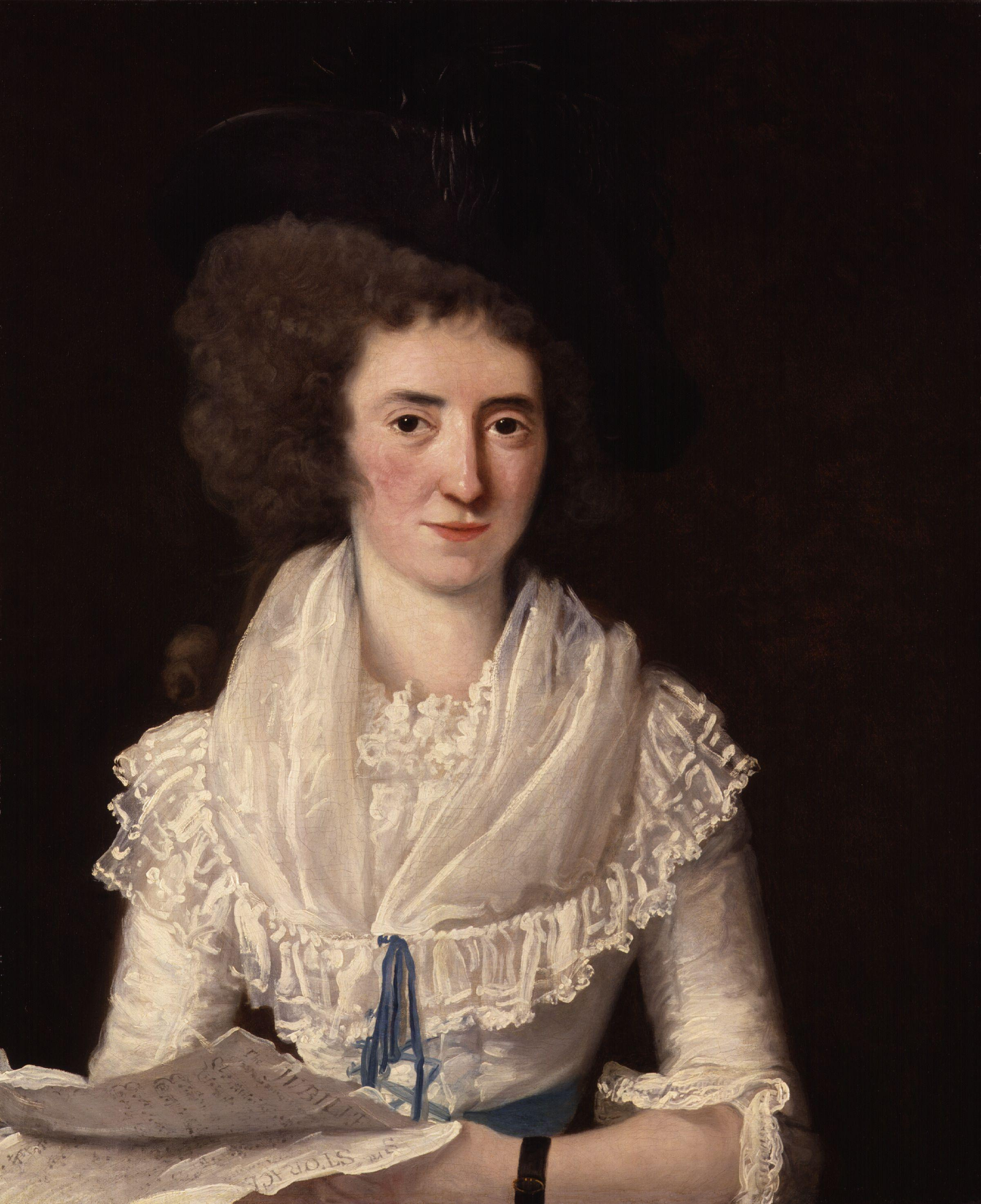
Anna Storace, la primera intérprete de Susanna, por Benjamin Van der Gucht.

La ópera obtuvo un rotundo éxito. Los aplausos del público en la primera noche provocaron la repetición de cinco números, siete el 8 de mayo. Algunas fuentes señalan que el éxito habría sido aún mayor si no hubiera sido por las conjuras y quizás por la no muy buena preparación de los cantantes, que eran de primer orden. El papel de Susanna lo interpretó una cantante inglesa por la que Mozart sentía una cierta debilidad, Nancy Storace. Francesco Benucci, de voz potente y dominante, fue el primer Fígaro. La italiana Luisa Lasch interpretó a la sufriente condesa; a Stefano Mandini se le confió el papel del conde; a un amigo de Mozart, Michael Kelly, se le ofrecieron las dos partes cómicas, Basilio y Don Curzio; y el papel de Cherubino fue para Dorotea Bussani. Excelentes cantantes y actores, algunos de ellos provenientes de Il barbiere di Siviglia de Paisiello.

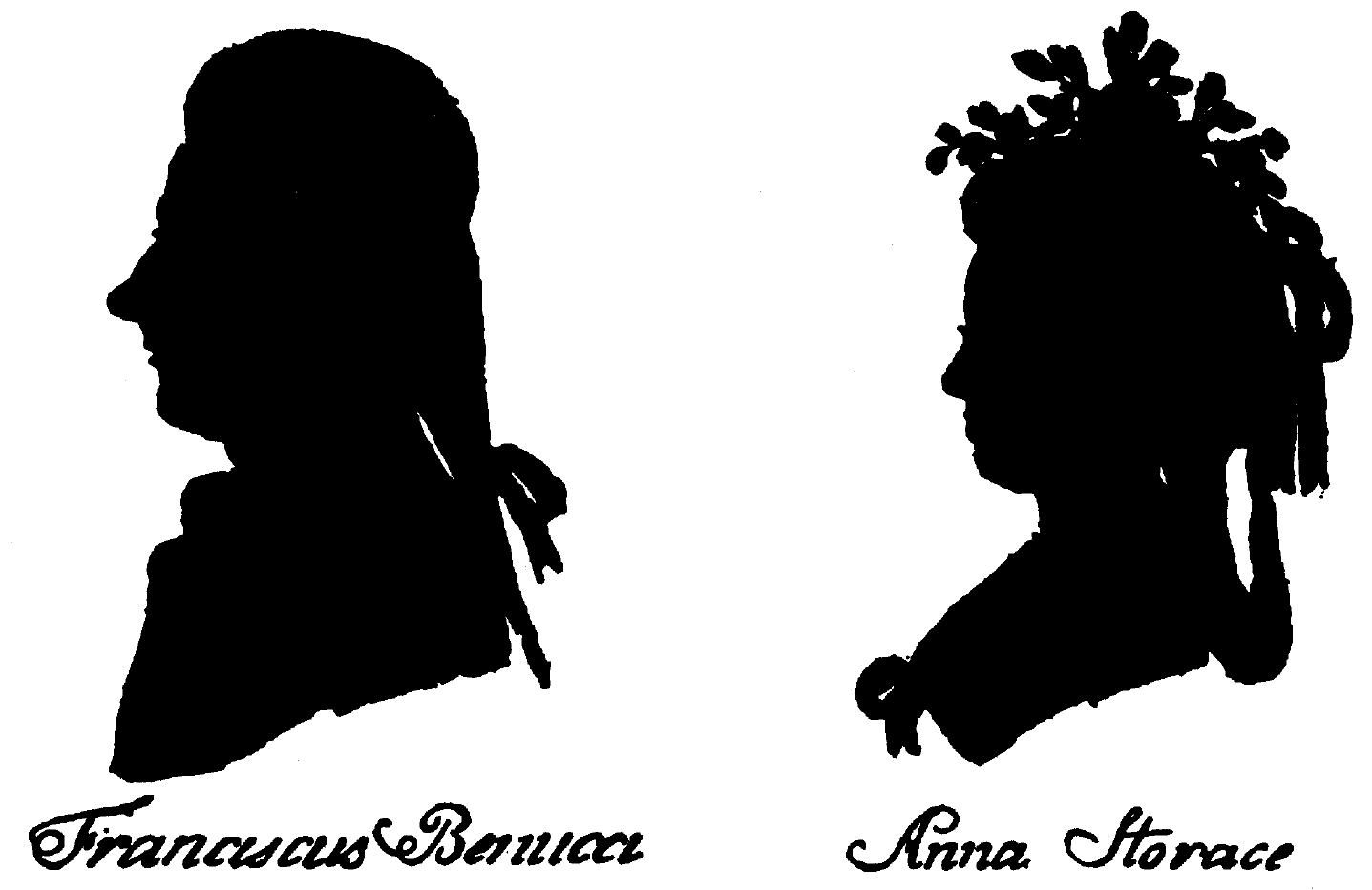
Silueta de Francesco Benucci y Anna Storace, principales protagonistas del estreno.

Cuando Lorenzo da Ponte escribió el libreto de Fígaro para Mozart, lo hizo después de enfadarse con Antonio Salieri, quien, como compositor de la corte imperial, había obtenido la posición de poeta de la corte para Da Ponte. Seguramente por este motivo, en el momento de la composición y en las primeras actuaciones de la ópera, hubo un clima de antagonismo entre las facciones de músicos y poetas italianos que vivían en Viena, entre los que se contaban Salieri. A pesar de los esfuerzos, los detractores no lograron prohibir el Fígaro de Mozart, y el éxito de la obra fue creciendo a medida que avanzaban las funciones. Tanto es así que el emperador José II que, además de su imperio, estaba al cargo del Burgtheater, después de la tercera actuación, tuvo que emitir un decreto para limitar las peticiones de bises, para que las réplicas no duraran tanto.
Sin embargo, tras ocho representaciones, la obra fue sustituida en las preferencias del público vienés por Una cosa rara de Vicente Martín y Soler (1754-1806), que se estrenaba en noviembre. Mozart tuvo el consuelo de que un mes después su ópera se representara en Praga, donde cosechó un éxito aún mayor que en Viena. Se representó durante todo el invierno para evitar así que la compañía de Pasquale Bondini, que era la que la puso en escena, se viera condenada a la quiebra.

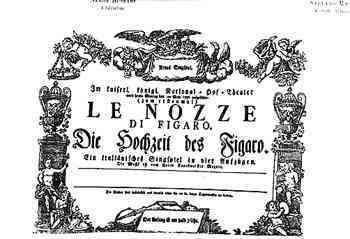
Programa del estreno el 1 de mayo de 1786.

El entusiasmo popular fue tan enorme que se tuvo que realizar la transcripción pianística de la ópera. Este era por entonces el medio más seguro de difusión masiva. Mozart lo comprobó en persona, viajando a Praga con su esposa en enero de 1787, invitados por la condesa Thun, miembro de la noble familia que siempre había apoyado a Mozart en Viena. Mozart fue recibido triunfalmente, y el día 19 hizo un concierto que incluyó el estreno de una nueva sinfonía, llamada precisamente Praga (Sinfonía n.º 38). Finalmente, el 17 de febrero fue la primera representación de Las bodas de Fígaro, y el 22 Mozart la dirigió personalmente. Según cuentan las crónicas, la puesta en escena de la versión de Praga fue mucho mejor que la vienesa, sobre todo en cuanto a la calidad de la orquesta. En Praga, Mozart seguramente pasó el último período feliz y relajado de su vida. Allí le encargaron una nueva ópera para la temporada siguiente, que sería Don Giovanni.
El 29 de agosto de 1789, se repuso la obra en los escenarios vieneses, con la dirección de Weigl. Esta ópera se difundió rápidamente en versión alemana. Fue editada en París hacia 1795. 
A lo largo del siglo XIX, y bien entrado el siglo XX, la ópera bufa fue sin embargo quedando relegada a un papel secundario. La mayoría de compositores románticos no ocultaron que consideraban aquella música como intrascendente. El mismo Mozart sufrió una alteración de su imagen, considerada una mezcla de puerilidad y alegre ingenuidad, que sólo era una media verdad.
En España no se cantó en italiano hasta 1916, cuando se estrena en el Gran Teatro del Liceo de Barcelona. Mucho antes, el 20 de mayo de 1802, se estrenó en Madrid, en el Teatro de los Caños del Peral, en una versión en castellano realizada por Vicente Rodríguez de Arellano bajo el título de El casamiento de Fígaro, siendo uno de sus intérpretes el célebre Manuel García en el papel del conde de Almaviva y la entonces su amante Joaquina Briones (madre de María Malibrán) en el papel de la condesa.

## Instrumentación
La partitura de Mozart prevé la utilización de:
2 flautas, 2 oboes, 2 clarinetes, 2 fagotes, 2 trompas, 2 trompetas, 2 timbales, cuerdas (violines, primeros y segundos, violas, cellos y contrabajos) y un clavicémbalo.

## Personajes
| Personaje                                         | Tesitura                          | Reparto el 1 de mayo de 1786 Director: Wolfgang Amadeus Mozart |
| ------------------------------------------------- | --------------------------------- | -------------------------------------------------------------- |
| Figaro, criado del conde de Almaviva              | bajo-barítono                     | Francesco Benucci (1)                                          |
| Susanna, novia de Figaro y doncella de la condesa | soprano                           | Nancy Storace                                                  |
| El conde de Almaviva, noble sevillano             | barítono                          | Stefano Mandini                                                |
| La condesa (Rosina de Almaviva), esposa del conde | soprano                           | Luisa Laschi                                                   |
| Cherubino, paje del conde                         | mezzosoprano (papel con calzones) | Dorotea Bussani (3)                                            |
| Marcellina, ama de llaves                         | mezzosoprano                      | Maria Mandini (4)                                              |
| Don Bartolo, médico y abogado                     | bajo                              | Francesco Bussani (2)                                          |
| Don Basilio, sacerdote                            | tenor                             | Michael Kelly                                                  |
| Antonio, jardinero y tío de Susanna               | bajo                              | Francesco Bussani                                              |
| Barbarina, hija de Antonio                        | soprano                           | Anna Gottlieb (5)                                              |
| Don Curzio, notario                               | tenor                             | Michael Kelly                                                  |
| Coro: ciudadanos, vendedores, sirvientes, etc.    |                                   |                                                                |

(1) Francesco Benucci (1745-1824) fue el creador, dos años más tarde en Viena, del personaje de Leporello (Don Giovanni, Mozart).
(2) Francesco Bussani, responsable de la puesta en escena.
(3) Dorotea Bussani, esposa de Francesco Bussani (Don Bartolo).
(4) Maria Mandini, esposa de Stefano Mandini (Almaviva).
(5) Anna Gottlieb, que por aquel entonces contaba con doce años de edad.

## Argumento
Lugar y época: En el palacio del Conde y la Condesa Almaviva, en las cercanías de Sevilla, España, a finales del siglo XVIII.

### Acto I

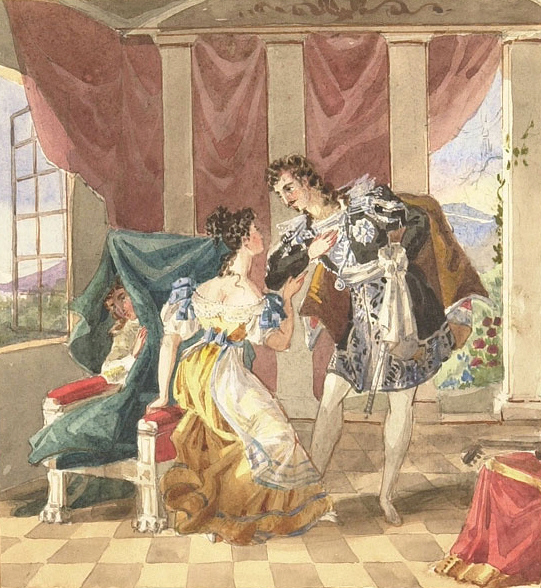
El Conde de Almaviva habla con Susanna mientras Cherubino intenta esconderse. Acuarela del s.XIX

Susanna y Fígaro están preparando su boda (Duettino: Cinque... dieci... venti...), y él arregla la habitación que el Conde les ha regalado para quedarse, pero Fígaro cree que es porque él le consiguió a Rosina hace tiempo (Duettino con recitativo: Se a caso madama la notte ti chiama). Sin embargo, ella se encuentra perturbada: el Conde quiere tomar a Susanna antes que su esposo volviendo al derecho de pernada que él mismo abolió y se lo ha hecho saber por medio del maestro de música, Don Basilio. Así se inicia la acción: Fígaro decide ponerse en guardia contra el Conde de Almaviva (Cavatina: Se vuol ballare, signor contino), de quien fuera cómplice para conquistar a Rosina, ahora Condesa de Almaviva. Mientras tanto Marcellina, el ama de llaves del palacio, y Don Bartolo, el doctor en leyes, planean casar a la dama con Fígaro, en cumplimiento a un contrato hecho tiempo atrás. Él la ayudará, como venganza por su Rosina perdida (Aria: La vendetta). Luego Marcellina se enfrenta a Susanna, saliendo Marcellina herida en su orgullo: su edad era mucho mayor que la de Susanna (Duetto: Via resti servita). Aparece luego el paje Cherubino, quien está huyendo del Conde de Almaviva, el cual quiere castigarlo por haber hallado al paje con una de sus vasallas favoritas, Barbarina, y es perseguido por Don Basilio. Le cuenta a Susanna su confusión amorosa (Aria: Non so più cosa son cosa faccio). Cuando se percatan que se acerca el Conde de Almaviva, Cherubino se esconde bajo un vestido que pone Susanna. Entra el Conde, quien le da una moneda a Susanna pero luego escuchan una voz que es Don Basilio, el maestro de música. Ahora es el Conde el que corre a esconderse y en el apuro lo hace junto a Cherubino. Don Basilio enreda la situación al revelar que el paje mira a la Condesa de una forma especial. El Conde de Almaviva, herido en su orgullo sale de su escondite y ordena a Cherubino ingresar al ejército persa. (Aria: Non più andrai).

### Acto II
La condesa se entera de las intenciones del conde con Susanna y se lamenta. (Cavatina: Porgi amor qualche ristoro). Susanna llega, y la condesa le cuenta lo que ella siente. Fígaro entonces llega, y confiesa que tiene un plan para obligar al conde a aceptar la boda de Fígaro y Susanna. Su plan consiste en vestir a Cherubino de Susanna y citar al conde para poder atraparlo siendo infiel, y así, chantajearlo. Figaro va a llamar a Cherubino, quien por orden de Figaro aún no había partido. Cherubino llega, vestido de militar, y lo convencen de cantar la cancioncita que le había dado a Susanna para la condesa (Arietta: Voi che sapete che cosa è amor). La condesa y Susanna lo disfrazan de mujer (Aria: Venite inginocchiatevi), y citan al conde a una cita con Susanna, a la que en realidad asistirá Cherubino. Susanna ve que Cherubino trae una venda en el brazo, que él mismo se puso para detener una herida, y la condesa de Almaviva le pide a Susanna una venda para curarlo. Susanna le entrega la venda, y regresa a otro compartimento de la habitación para buscar más. En este momento, el conde regresa a la habitación tocando la puerta, alertándose así Cherubino y la condesa, (se supone que Cherubino tuvo que partir de Sevilla para poder ser apartado de la condesa) siendo esta última quien lo esconde en otro compartimento distinto al de Susanna. El conde se da cuenta de lo alterada que esta la condesa, sospecha, en especial, que la puerta estuviese cerrada con llave, algo inusual en la condesa. El conde empieza a sospechar cuando, desde donde esta Cherubino, se produce un sonido fuerte. La condesa se excusa, diciendo que es Susanna quien esta en la habitación. El conde no la cree, por lo cual, ordena a Susanna, quien en realidad es Cherubino, salir de la habitación. Susanna sale de la habitación, y se encuentra con la discusión de la pareja, por lo cual se esconde antes de ser vista, y comienza a lamentarse por la situación (Trío: Susanna or via sortite). El conde se cansa de discutir, por lo cual se lleva a la condesa para buscar herramientas para abrir la puerta, cerrando la puerta principal con llave tras de sí. Susanna sale de su escondite apresurada, y saca del compartimento al paje, quienes comienzan a lamentarse nuevamente (Dueto: Aprite presto aprite). Cherubino decide que se lanzará por la ventana, porque no puede abrir la puerta. Susanna trata de convencerlo de que no lo haga, sin embargo, Cherubino está muy determinado y salta. Susanna ve que sigue intacto, y decide esperar al conde en el compartimento donde estuvo Cherubino. El conde regresa, y furioso, le pide a Susanna que abra la puerta, después de que la condesa le dijera que Cherubino se hallaba oculto en la habitación (Final: Esci omai garzon malnato). El conde abre la puerta, y ambos, el conde y la condesa, quedan sorprendidos al ver a Susanna salir de la habitación. Susanna le explica a la condesa lo que sucedió, y ambas salen victoriosas mientras el conde se lamenta. Fígaro llega y le avisa al conde que el baile esta listo, sin embargo, Antonio, un jardinero, arruina la coartada de Susanna, diciendo que vio a alguien saltar por la ventana y arruinar sus flores. Fígaro salva la situación diciendo que fue él quien saltó por la ventana. Es entonces, cuando Antonio le pregunta si los papeles que dejó caer son suyos, Fígaro intenta alcanzarlos, pero el conde agarra los papeles velozmente. El conde pregunta qué son los papeles y por qué los tenía Fígaro, a lo cual Fígaro responde que es la comisión de envío a la guerra de Cherubino, y que los tiene para ponerles sello de confirmación. Todo queda en misterio para el conde, quien comienza a sospechar nuevamente de la situación. En este momento, entran a la habitación Marcellina, Bartolo y Basilio para presentar una demanda en la cual se le obliga a Fígaro a casarse con Marcellina. Todos comienzan a discutir y el acto termina en caos.

### Acto III

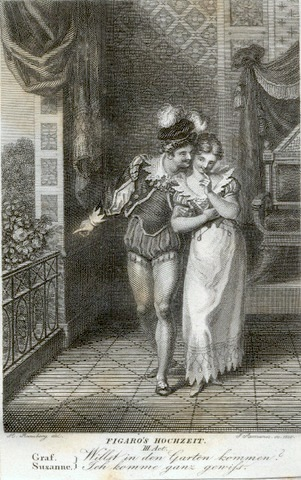
El Conde y Susanna, acto III. Grabado de Heinrich Ramberg.

El conde reflexiona sobre la situación confundido por los eventos precedentes ("Che imbarazzo è mai questo"). Incitada por la condesa, Susanna entra en escena y acuerda ver al conde más tarde esa noche, aunque en realidad es la misma condesa la que planea encontrarse con el conde disfrazada de Susanna. Cuando Susanna sale, el conde la escucha decir a Fígaro que ya ha ganado el caso (Hai giá vinta la causa). Dándose cuenta de que ha sido engañado, decide vengarse de Fígaro haciéndole casarse con Marcellina o pagar una gran cantidad de dinero.
El notario Don Curzio exige a Fígaro el cumplimiento del contrato con Marcellina (É decisa la lite), o pagarle una gran suma de dinero, pero como éste no tiene, lo obliga a casarse con ella. Fígaro se excusa diciendo que él es de familia noble, y que no puede casarse sin una autorización de sus padres desconocidos, porque lo robaron de pequeño unos bandidos, y los espera encontrar en 10 años. Como prueba de esta nobleza, dice que tiene una señal en su brazo, que Marcellina y don Bartolo reconocen. Marcellina dice que Fígaro es su hijo, que desapareció al poco de nacer, y que don Bartolo es su padre y que Fígaro se llama Rafaelo, pero Fígaro llamó así porque él no sabía que se llamaba Rafaelo, así que ya no tiene que casarse con ella ("Riconosci in questo amplesso").
Cuando llega Susanna, y ve abrazados a Marcellina y Fígaro, le golpea en la cara, y Marcellina, junto con todos los demás, le explican la nueva situación.
La Condesa dicta a Susana una carta para el Conde de Almaviva, para confundir a su marido (Canzonetta sull'aria). Llegan al escritorio del conde de Almaviva y la condesa de Almaviva le da un alfiler a Susanna para que cierre la carta y le dice que le ponga atrás de la carta que tiene que ser devuelto el alfiler. Mientras, entran un grupo de campesinas para ofrecerle flores a la condesa de Almaviva, entre las que se encuentra Cherubino vestido de mujer pero a la condesa y a Susanna se les hace conocido Cherubino. Entonces la condesa le pregunta a Barbarina, que también le está ofreciendo flores, que quién es Cherubino y Barbarina le dice que es su prima que vino a la boda de Susanna y Fígaro. Antonio, el jardinero, y el Conde descubren a Cherubino. Luego llega Fígaro por las damas para la boda y a por Susanna, pero el conde de Almaviva le dice a Fígaro que si va a bailar con el tobillo lastimado, a lo que Fígaro le dice que sí, que ya casi no le duele y luego el jardinero le enseña a Cherubino.
Se celebra la boda entre Fígaro y Susanna y entre Don Bartolo y Marcellina. Durante el baile, Susanna pasa al conde de Almaviva la nota que escribió dictada por la Condesa, fijando una cita para esa noche, y cuando el conde está abriendo la carta se pincha con el alfiler. Posteriormente, le dice a Barbarina que le devuelva el alfiler a la bella Susanna pero el jardinero pega a Barbarina y entonces ella pierde el alfiler. La aguja con la que está prendida la carta debe ser devuelta, en señal de conformidad. El plan es que esa noche no se encuentre con Susanna o con Cherubino, sino que se encuentre con la Condesa, así que ésta intercambia su ropa con Susanna.

### Acto IV
Fígaro sorprende a Barbarina buscando la aguja que sellaba la carta, ya que el Conde se la había dado a Barbarina para que se la diera a Susanna, y ésta la había perdido. Fígaro entonces sabe, por Barbarina, que Susanna se ha citado con el Conde porque Barbarina le dijo a Figaro que el conde le dijo que le devolviera el alfiler a la bella Susanna, pero ignora el plan. Enfadado, invita a don Bartolo y a don Basilio a ser testigos de esa cita (Recitativo ed Aria: "Tutto è disposto).
Llegan la Condesa y Susanna, con los trajes intercambiados, y se produce un encuentro complicado:
Cherubino, que había quedado con Barbarina, ve a la Condesa, que iba disfrazada de Susanna, e intenta besarla, pero en ese momento llega el Conde, y es él quien recibe el beso. Este le responde con un bofetón, que recibe Fígaro, que se había acercado para ver qué pasaba. Cuando Cherubino y Fígaro se van ("Partito é al fin l'audace"), el Conde comienza a seducir a la Condesa, pensando siempre que es Susanna, lo que enfurece a Fígaro, quien lanza un grito y asusta al Conde. Él y su esposa disfrazada salen hacia el bosque, dejando a Fígaro desolado. De repente aparece Susanna, y Fígaro piensa que es la Condesa. Para vengarse del Conde, Fígaro comienza a cortejarla, aun cuando la reconoce por su voz, ("la volpe vuol sorprendermi")  lo que hace que Susanna se enfurezca, ya que no se dio cuenta de que había sido reconocida por su esposo, Fígaro. Cuando se da cuenta ("pace, pace, mio dolce tesoro"), la pareja se abraza y Fígaro le pone el zapato a Susanna. Escuchan la voz del Conde, que entra buscando a Susanna. Fígaro y Susanna deciden entonces continuar con el plan de engañar al Conde, y Fígaro comienza a cortejar a la Condesa falsa, lo que enfurece al Conde, que confunde a Susanna con la Condesa. Llama auxilio (Finale: "Gente, gente, all'armi, all'armi") y aparecen don Bartolo y don Basilio, junto con Antonio y Marcellina. Todos juntos piden perdón al Conde, pero él se niega, hasta que aparece la Condesa, dejando a todos muy sorprendidos. El conde pide perdón a su esposa, por sus sospechas y por su mala conducta. La Condesa responde “Più docile io sono e dico di sì” ("Soy más dócil [que tú], y digo que sí"). Ahora la boda entre Fígaro y Susanna puede tener lugar.

## Estructura
- Obertura

Acto I
- N. 1 Dueto Cinque... dieci... venti... (Susanna, Fígaro)
- N. 2 Dueto Se a caso madama la notte ti chiama (Susanna, Fígaro)
- N. 3 Aria Se vuol ballare, signor contino (Fígaro)
- N. 4 Aria La vendetta, oh la vendetta! (Bartolo)
- N. 5 Dueto Via resti servita, madama brillante (Susanna, Marcellina)
- N. 6 Aria Non so più cosa son, cosa faccio (Cherubino)
- N. 7 Trío Cosa sento! tosto andate (Susanna, Basilio, Conde)
- N. 8 Coro Giovani liete, fiori spargete
- N. 9 Aria Non più andrai, farfallone amoroso (Fígaro)

Acto II
- N. 10 Cavatina Porgi amor qualche ristoro (Condesa)
- N. 11 Arietta Voi che sapete che cosa è amor (Cherubino)
- N. 12 Aria Venite inginocchiatevi (Susanna)
- N. 13 Trío Susanna or via sortite (Condesa, Susanna, Conde)
- N. 14 Dueto Aprite presto aprite (Susanna, Cherubino)
- N. 15 Final Esci omai garzon malnato (Susanna, Condesa, Marcellina, Basilio, Condesa, Antonio, Bartolo, Fígaro)

Acto III
- N. 16 Dueto Crudel! perché finora (Susanna, Conde)
- N. 17 Recitativo y aria Hai già vinta la causa - Vedrò mentr'io sospiro (Conde)
- N. 18 Sexteto Riconosci in questo amplesso (Susanna, Marcellina, Don Curzio, Conde, Bartolo, Fígaro)
- N. 19 Recitativo y aria E Susanna non vien - Dove sono i bei momenti (Condesa)
- N. 20 Duettino Canzonetta sull'aria (Susanna, Condesa)
- N. 21 Coro Ricevete, o padroncina (Fanciulle)
- N. 22 Final Ecco la marcia, andiamo (Susanna, Condesa, Conde, Fígaro; Coro)

Acto IV
- N. 23 Cavatina L'ho perduta... me meschina (Barbarina)
- N. 24 Aria Il capro e la capretta (Marcellina)
- N. 25 Aria In quegl'anni in cui val poco (Basilio)
- N. 26 Recitativo y aria Tutto è disposto - Aprite un po' quegl'occhi (Fígaro)
- N. 27 Recitativo y aria Giunse alfin il momento - Deh vieni, non tardar (Susanna)
- N. 28 Final Pian pianin le andrò più presso (Susanna, Condesa, Barbarina, Cherubino, Marcellina, Basilio, Conde, Antonio, Fígaro)

### Estructura musical
- Obertura en re mayor. La obertura no usa ninguno de los temas de la propia ópera, según las prácticas del Mozart adulto.

A la Obertura le siguen piezas individuales (diez arias, dos cavatinas y una arieta) y números de conjunto (cinco duettinos, un dúo, dos tríos, un sexteto, tres coros y tres conjuntos finales). La ópera está llena de pasajes logrados y de ricas melodías, por lo que es difícil destacar unos números frente a otros.
- Arias

Destacan dos intervenciones solistas del personaje de Fígaro en el Acto I: la cavatina llena de venganza e ironía n.º 3: Se vuol ballare, la parte más importante de la opera y la marcha con la que despide a Cherubino para que vaya en busca de la gloria militar, el n.º 9: Non più andrai; (gloria militar), la música de esta aria final es citada en el segundo acto de la siguiente ópera de Mozart, Don Giovanni.
El personaje de Cherubino canta dos arias en las que expresa de forma delicada sus inseguridades respecto al amor: Non so più cosa son (Acto I, n.º 6), y Voi che sapete (Acto II, n.º 11).
Las arias más serias y exquisitas corresponden al personaje de la Condesa Almaviva: Porgi amor (n.º 10, al principio del Acto II), y Dove sono i bei momenti (n.º 19, Acto III). Mozart tomó música del Agnus Dei de su Krönungsmesse KV 317 (Misa de la Coronación), para el aria Dove sono, en do mayor en lugar de la original fa mayor; el mismo motivo se usó en su primer concierto para fagot.
Susanna, que es una presencia continua a lo largo de toda la obra, tiene una intervención individual interesante en su aria del Acto II: Venite inginocchiatevi y otra más destacada en el Acto IV: Deh vieni, non tardar. El personaje del Conde de Almaviva sobresale en el aria Vedró, mentr’io sospiro. Hasta el pequeño personaje de Barbarina tiene una pequeña pieza inolvidable, con aire de “música nocturna” que anticipa sonoridades románticas, L’ho perduta, me meschina (n.º 23 Acto IV).
- Conjuntos

En esta obra se equilibran las intervenciones solistas y los conjuntos. Abunda la ópera en dúos, tercetos y concertantes que agilizan la trama, propiciando un estilo casi “de conversación”. La crítica musical ha destacado estos conjuntos y los dos grandes finales.
De los dúos destacan el humorístico Via resti servita entre Marcellina y Susanna en el Acto I, y dos dúos de Susanna del Acto III: Crudel! Perché finora, con el Conde, y el encantador Sull'aria... che soave zeffiretto con la Condesa.
Es particularmente famoso el primero de los grandes finales, el del Acto II, a partir del n.º 15: Esci ormai. A lo largo de 937 compases, se pasa de un dúo a un trío, a un cuarteto,... hasta alcanzar las siete voces sin que la acción decaiga en ningún momento ni los personajes pierdan su propia caracterización; es considerado “un arco sinfónico tan maravilloso que están unánimemente considerados como la más refulgente obra maestra del género” (Paumgartner, citado por A. Poggi). Tiene una estructura sinfónica, formada por seis números independientes y enlazados entre sí con toda la naturalidad que exige el argumento.
El sexteto (n.º 18: Riconosci in quest’amplesso), del Acto III era uno de los pasajes favoritos del propio Mozart.
Del final del Acto III (n.º 22: Ecco la marcia), destaca el fandango intercalado.
El segundo gran final es el del Acto IV, a partir del n.º 28: Pian, pianin le andrò; resulta agitado y vivaz, con personajes que se tienden trampas unos a otros. Es más breve que el final del acto II, pero más rico en melodías.
- Arias opcionales

Para la reposición de la obra en 1789, Mozart compuso dos arias para la soprano Adriana Ferrarese, menos dotada vocalmente que Nancy Storace:
- Aria-Rondó: “Al desío di chi t’adora”, K 577, en sustitución del aria Deh, vieni, non tardar (Acto IV).
- Arieta: “Un moto di gioa” K 579, sustituye al aria Giunse alfin il momento - Deh, vieni, non tardar (Acto IV).

## Valoración
Es la primera obra maestra mozartiana en el ámbito de la ópera bufa en lengua italiana, tres años después de El rapto en el serrallo (A. Poggi). La trama, pese a ser complicada, fluye con facilidad y espontaneidad.
Destaca por la creación de los personajes, caracterizados con gran riqueza de matices. “A los habituales personajes de cartón piedra, el poder de su música consigue dar emociones reales, que conmueven el corazón pese a lo ridículo de sus acciones” (McLeish). “A la multiplicidad de caracteres y de infinitos estados de ánimo (sensualidad, erotismo, abandono, melancolía, nostalgia, arrepentimiento) corresponde la ligera y caleidoscópica escritura musical, también ella extraordinaria síntesis de elementos múltiples y variados” (A. Poggi).

## Adaptaciones
Franz Liszt compuso la Fantasía sobre dos motivos de "Las bodas de Fígaro" de Mozart, también conocida como la Fantasía Fígaro (1843).
Existen varias grabaciones audiovisuales de la ópera, tanto para cine como para televisión, entre las que pueden mencionarse:
- Le Nozze di Figaro (2006), producción para televisión dirigida por Brian Large, con Nikolaus Harnoncourt (director), Bo Skovhus, Dorothea Röschmann, Anna Netrebko, Ildebrando D'Arcangelo y Christine Schäfer.
- Les Noces de Figaro (1999), producción para televisión dirigida por Alexandre Tarta, con Roman Trekel, Emily Magee, Dorothea Röschmann, René Pape y Patricia Risley.
- Le Nozze di Figaro (1994), producción para televisión dirigida por Derek Bailey, con Gerald Finley, Alison Hagley, Renée Fleming y Andreas Schmidt.
- Le Nozze di Figaro (1975), dirigida por Jean-Pierre Ponnelle, con Hermann Prey, Mirella Freni, Dietrich Fischer-Dieskau, Kiri Te Kanawa y Maria Ewing
- Die Hochzeit des Figaro (1967), dirigida por Joachim Hess, con Tom Krause, Arlene Saunders, Edith Mathis, Heinz Blankenburg y Elisabeth Steiner.

## Discografía
Es amplia la discografía correspondiente a esta ópera. Se indican a continuación las más mencionadas en las guías de música clásica:
- Dirigida por Bruno Walter, con John Brownlee, Eleanor Steber, Bidu Sayão, Ezio Pinza, Jarmila Novotná, Coro y Orquesta del Metropolitan de Nueva York, grabación de una representación pública (AS Discs, 1944).
- Dirigida por Herbert von Karajan, con George London, Elisabeth Schwarzkopf, Irmgard Seefried, Erich Kunz, Sena Jurinac, Coro de la Ópera de Viena y Orquesta Filarmónica de Viena, grabación sin recitativos (EMI, 1950).
- Dirigida por Erich Kleiber, con Alfred Poell, Lisa della Casa, Hilde Güden, Cesare Siepi, Suzanne Danco, Coro de la Ópera de Viena y Orquesta Filarmónica de Viena (Decca, 1955).
- Dirigida por Carlo Maria Giulini, con Eberhard Wächter, Elisabeth Schwarzkopf, Anna Moffo, Giuseppe Taddei, Fiorenza Cossotto, Coro y Orquesta Philharmonia (Emi, 1960).
- Dirigida por Karl Böhm, con Dietrich Fischer-Dieskau, Gundula Janowitz, Edith Mathis, Hermann Prey, Tatiana Troyanos, Coro y Orquesta de la Ópera Alemana de Berlín (DG, 1967).[33]
- Dirigida por Georg Solti, con Thomas Allen, Kiri Te Kanawa, Lucia Popp, Samuel Ramey, Frederica von Stade, Orquesta y Coro Filarmónica de Londres (Decca, 1982).
- Dirigida por John Eliot Gardiner, con Rodney Gilfry, Hillevi Martinpelto, Alison Hagley, Bryn Terfel, Pamela H. Stephen, Solistas Barrocos Ingleses, Coro Monteverdi (Archiv, 1994).
- Dirigida por Nikolaus Harnoncourt, con Thomas Hampson, Charlotte Margiono, Barbara Bonney, Anton Scharinger, Petra Lang, Royal Concertgebouw de Ámsterdam, Coro de la Nederlandse Opera (Teldec, 1994).
- Dirigida por Bernard Haitink, con Felicity Lott, Claudio Desderi, Gianna Rolandi, Richard Stilwell, Coro Glyndebourne, Orquesta Filarmónica de Londres (Warner Classics)
- Dirigida por Colin Davis, con Wladimiro Ganzarolli, Mirella Freni, Jessye Norman, Ingvar Wixell, Yvonne Minton, BBC Symphony Orchestra & Chorus (Philips, 1971)
- Dirigida por Claudio Abbado, con Lucio Gallo, Sylvia McNair, Cheryl Studer, Bo Skovhus, Cecilia Bartoli, Orquesta Filarmónica de Viena (Deutsche Grammophon, 1994)